# Kosmos (salle de cinéma)
Pour les articles homonymes, voir Kosmos.
Le Kosmos est une ancienne salle de cinéma de la ville de Berlin-Est, en Allemagne.
Planifiée par l'architecte Josef Kaiser, elle est construite au début des années 1960 et située au numéro 131 de la Karl-Marx Allee. Plus grande salle de cinéma d'Allemagne de l'Est, elle était en partie dédiée jusqu'en 1989 à la projection d'avant-premières. Après la réunification allemande, la salle est acquise par la chaîne de cinémas Ufa, et transformée en un multiplexe d'une capacité de 3 500 spectateurs. L'Ufa en abandonne l'exploitation en 2005, le lieu étant utilisé depuis comme salle de spectacle et de conférence.
La salle est inscrite au titre des monuments historiques de la ville de Berlin.

## Photographies

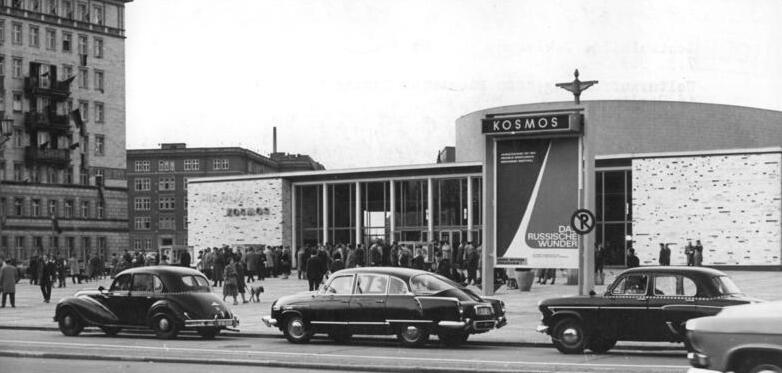
Le cinéma Kosmos peu après son ouverture, en 1963.
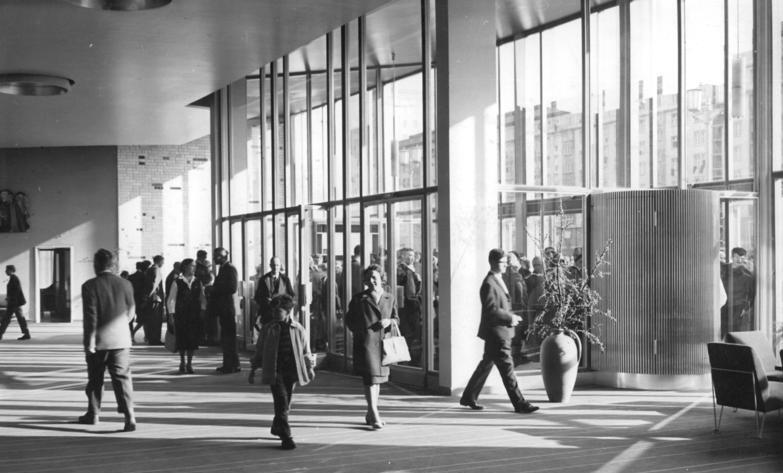
Intérieur, 1982.
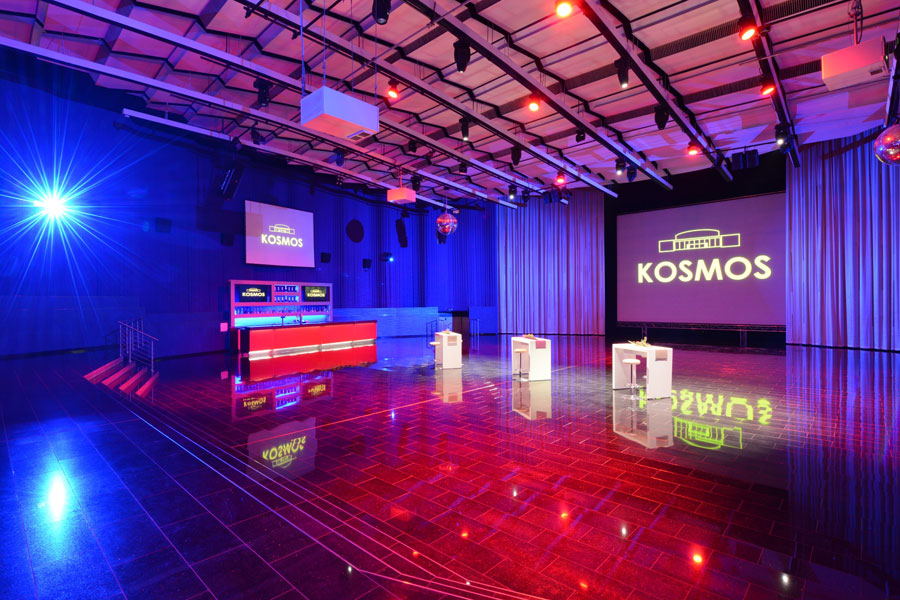
Une salle de conférence, en 2017.